# 自由の女神像 (おいらせ町)
自由の女神像（じゆうのめがみぞう）は、青森県上北郡おいらせ町いちょう公園内にある繊維強化プラスチック（FRP）製の自由の女神像である。

## 概要
1990年12月28日、アメリカ合衆国ニューヨークと百石町（ももいしまち、当時）が北緯40度40分にあることに因んで「4」にこだわり、本家自由の女神像の4分の1の大きさで製作された。制作費は竹下登内閣時代のふるさと創生資金によるもので、夜間はライトアップされる。旧町名から「ももちゃん」の愛称で親しまれている。

## 高さ
本体11.5メートル、台座9.3メートルの合計20.8メートルと東京台場の自由の女神（12.25メ－トル）の約1.7倍あり、おいらせ町ホームページでは「日本一の自由の女神像」と謳っている。

## 交通アクセス
- 百石道路・第二みちのく有料道路下田百石ICより車で5分、駐車場から徒歩7分

## 周辺
- 根岸の大いちょう - 青森県指定天然記念物